# Natri tert-butoxide
Natri tert-butoxit là một hợp chất hữu cơ với công thức hóa học (CH3)3CONa. Nó là một base mạnh và cũng là một base không nucleophin. Đôi khi trong các văn bản hóa học nó được viết là natri t-butoxit. Nó được dùng trong các phản ứng nhiều hơn so với kali tert-butoxit.